# كورتانا
كورتانا (بالإنجليزية: Cortana) هو اسم المساعد الشخصي الرقمي المطور من قبل شركة مايكروسوفت. على غرار جوجل ناو من جوجل وسيري من أبل. لقد دمج في نظام ويندوز فون 8.1 منذ 2014. وفي نظام ويندوز 10.
بُرمِجت كورتانا من أجل جعل استعمال الأجهزة الإلكترونية أكثر سلاسة، عبر تقديم المساعدة للمستخدم في الوقت المناسب وإبقائه على اطلاع دائم بأحدث المستجدات التي تهمه.

## أصل التسمية
تعود أصل التسمية لشخصية كورتانا صاحبة الذكاء الاصطناعي بلعبة الفيديو «هيلو» المطورة من قبل مايكروسوفت ستوديوز. والذي تؤديه ممثلة الأصوات جين تايلور.

## طبيعة المساعدات التي ستقدمها لك كورتانا
حرصت شركة مايكروسوفت على أن تجعل من كورتانا المساعد شخصي.. القادر على مساعدتك متى ما احتجت لها
وذلك لما تملكه من كم هائل من المساعدات
ومنها الآتي:-
- عمليات الأتصال، إرسال الرسائل والتنظيم

باستطاعة النظام الصوتي كورتانا مساعدتك في إجراء المكالمات وإرسال الرسائل النصية
بالإضافة إلى متابعة رزنامتك الخاصة وإضافة المذكرات لها
وأخذ الملاحظات
- الاهتمامات

بامكان النظام الصوتي كورتانا فور معرفة اهتماماتك مواكبة أحدث الأخبار ومن ثم
اطلاعك بها
من خلال الاضطلاع على الموضوعات ذات العلاقة
والمستجدات من صفحات الويب
سواء في مجال الصحة، الطقس، الأخبار وغيرها الكثير من الموضوعات
بل وتسطيع أيضا مساعدتك في ترتيبات النزهة ان احببت
- التذكير

بامكان النظام الصوتي كورتانا تذكيرك بما لديك من مواعيد بالوقت والمكان المناسب
بالإضافة لذلك ان كنت على تواصل مع احدهم من خلال مكالمة أو أي من وسائل الاتصال
ستذكرك كورتانا بما له علاقة بالشخص الذي تتحدث معه
- الملاحة

كأي نظام تشغيل يحتوي النظام الصوتي كورتانا على اعدادات الملاحة
حيث بامكانها ان ترشدك إلى الطريق بما في ذلك من ظروف الازدحام
لتخبرك بالبدائل والوقت المناسب للخروج بما يتلائم مع حالة الازدحام
- الساعات الهادئة والدائرة الداخلية

يتيح النظام الصوتي كورتانا ضبط النظام على خيار الساعات الهادئة (Quiet hours)
لمنع استقبال الرسائل والاتصالات خلال فترة النقاهة
وفي حال تواجد أشخاص معينين لا ترفض استقبال رسائلهم ومكالماتهم يمكنك تحديد أسمائهم أو اعطائهم أسماء
رمزية في خيار ال (inner circle) وعندها سيسمح النظام باستقبال مكالماتهم ورسائلهم.
- المذكرة

اهتماماتك، أماكنك المفضلة، الأغاني التي بحثت عنها، الساعات الهادئة والدائرة الداخليـة
مذكرة النظام الصوتي كورتانا حيث تقوم بمتابعة كافة الأمور التي تسألها عنها، بالإضافة إلى وجود
قائمة الاعدادات وحيث يمكنك أيضا تفعيل النظام وايقافه.
- الحالـة الجوية/ الطقس

يمكنك تفقد الحالة الجوية سواء لليوم، أو غداً وللأسبوع القادم.
- حدثني

يملك النظام الصوتي كورتانا خدمة المحادثة مع المستخدم في مختلف المواضيع
ويتسم النظام بشيء من الذكاء الملحوظ من خلال الاجابات التي يطرحها للسائل (المستخدم)
يمكنك معاملتها كـصديق، اخبارها عن مشاعرك، وما يجول في خاطرك
بالمقابل تستطيع هي اخبارك طرفة أو الغناء لك ومشاركتك آراؤها

## ماذا يمكنني القول لـ/كورتانا
يمكنك البدء بالتحدث للنظام الصوتي كورتانا، كأنك تحادث صديق أو أي شخص أخر بشكل طبيعي
وبكل أريحية، لا تقلق في انتقاء الكلمات.. فـ/كورتانا يمكنها محاولة فهم ما تتفوه به أو حتى
اعلامك بأنها ليست واثقة مما فهمته يمكنها مساعدتك في تنظيم الاعدادات
إجراء المكالمات الهاتفية، اجابتك عن أبرز الأحداث التي قد تهتم بها كالرياضات
بل ويمكنك أيضا إجراء المحادثات معها
عند الضغط باستمرار على زر بحث رمز، سيبدأ النظام Cortana بالاستماع لك بغض النظر عن ما تفعله على هاتفك، حتى وان كان الهاتف في وضع الاقفال

## مقارنة Cortana و Siri و Google Now
- Siri

النظام الصوتي الذي أصدرته شركة آبل -Apple- لمستخدمي أجهزة الiPhone وبالتحديد بعد إصدار
جهاز iPhone 4S

بحيث يتيح هذا النظام للمستخدم حرية طرح الأسئلة، تحديد المواعيد والتذكير وما إلى ذلك
- Google Now

محور هذا النظام هو البساطة والسهولة، في إصدار الأوامر الصوتية
وهو أيضا نظام جيد في تقديم توصيات شخصية بناء على تاريخ البحث والتفضيلات